# Sigi-Sommer-Taler
Der Kunstpreis Sigi-Sommer-Taler wird seit 2001 jährlich von der Münchner Faschingsgesellschaft Narrhalla verliehen. Mit dem Preis werden Künstler von Bühne, Funk, Film, Fernsehen oder Schriftsteller ausgezeichnet, die ihren Lebensmittelpunkt in München haben. Er ist nach dem Münchner Schriftsteller und Journalisten Siegfried Sommer benannt.

## Preisträger
- 2001 Erni Singerl (Laudator: Ottfried Fischer)
- 2002 Christian Springer (Laudator: Ottfried Fischer)
- 2003 Lisa Fitz (Laudator: Christian Springer)
- 2004 Fredl Fesl (Laudator: Andreas Giebel)
- 2005 Konstantin Wecker (Laudator: Werner Schmidbauer)
- 2006 Christian Ude (Laudator: Michael Radtke)
- 2007 Frank-Markus Barwasser (Laudator: Urban Priol)
- 2008 Michael Lerchenberg (Laudator: Ottfried Fischer)
- 2009 Waldemar Hartmann (Laudator: Peer Steinbrück)
- 2010 Michael Graeter (Laudator: Dr. Rolf Cyrax)
- 2011 Andreas Giebel  (Laudator: Dr. Rolf Cyrax)
- 2012 Ottfried Fischer (Laudator: Andreas Giebel)
- 2013 Monika Gruber (Laudator: Christian Springer)
- 2014 Joseph Vilsmaier (Laudator: Josef Schmid)
- 2015 Hans-Jürgen Buchner (Laudator: Franz Xaver Bogner)
- 2016 Luise Kinseher (Laudator: Winfried Frey)
- 2017 Günter Grünwald (Laudator: Christian Springer)
- 2018 Helmut Schleich (Laudator: Dieter Hanitzsch)
- 2019 Volker Heißmann und Martin Rassau (Laudatorin: Barbara Stamm)
- 2020 Marianne Sägebrecht (Laudator: Josef Brustmann)[1]
- 2021 Martin Frank (Laudatorin: Franziska Wanninger)
- 2022 Chris Boettcher (Laudator: Roland Hefter)[1]
- 2023 Jürgen Kirner (Laudator: Martin Frank)[2]